# 1. Fußballclub Lokomotive Leipzig
Il 1. Fußballclub Lokomotive Leipzig e.V. (meglio noto come Lokomotive Leipzig o anche talvolta come Leipzig - in italiano Lipsia o Lokomotive Lipsia), è una società calcistica tedesca con sede nella città di Lipsia, in Sassonia.
Fondata nel 1893 come Verein für Bewegungsspiele Leipzig, annovera nel suo palmarès 3 titoli tedeschi, più 1 Coppa di Germania. Rinominata Lokomotive Leipzig a seguito della divisione della Germania, prende parte al campionato della Germania Est senza mai riuscire a vincerlo, ma conquistando per 4 volte la Coppa nazionale e qualificandosi con regolarità alle competizioni europee (ove il miglior risultato è costituito dal raggiungimento della finale della Coppa delle Coppe 1986-1987, poi persa contro l'Ajax).
Dopo la riunificazione tedesca riassume il nome di VfB Leipzig e arriva anche a giocare una stagione in Bundesliga; entrata in difficoltà finanziarie, fallisce nel 2003 e nel giro di un anno viene rifondata con il nome di 1. FC Lokomotive Leipzig, ripartendo dall'ultima divisione. Nelle stagioni 2016-2017 e 2017-2018 ha militato nel girone Nordost di Regionalliga, quarta divisione del calcio tedesco.

## Storia

### Dalla fondazione alla fine della Seconda Guerra Mondiale

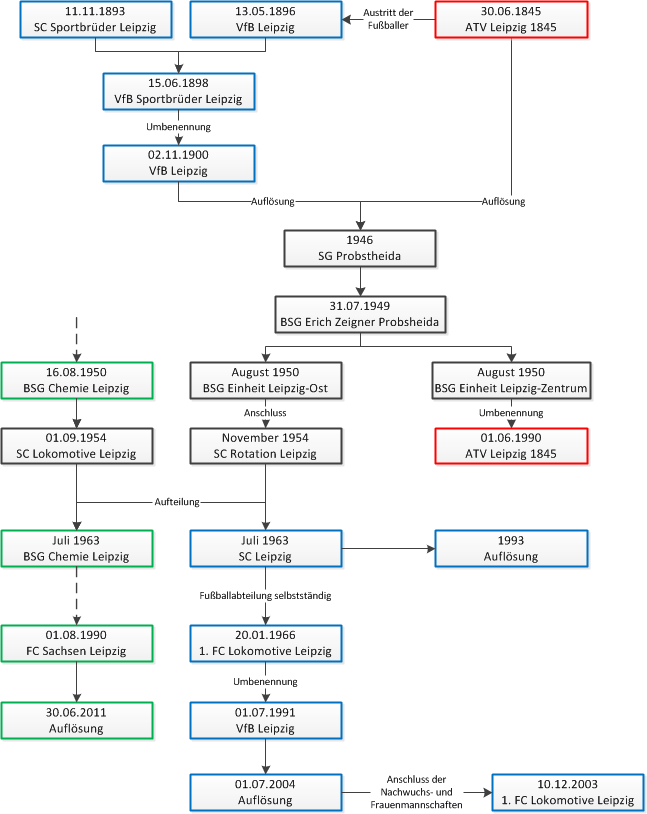
La storia del club

Il club viene formato il 26 maggio 1896 come sezione calcistica della società di ginnastica Allgemeine Turnverein 1845 Leipzig, che incorpora nel 1898 lo Sport Club Sportbrüder Leipzig, formatosi a sua volta nel 1893; tuttavia l'unione tra i due club finisce il 2 maggio 1900. In questo anno viene fondata proprio a Lipsia la DFB, che riunisce 86 società tra le quali il VfB Leipzig. La federazione invita tutte le squadre "tedesche", anche provenienti da altre nazioni, ad associarsi, e proprio una di queste arriva in finale nel primo campionato tedesco del 1903: si tratta del DFC Prag, una squadra di Praga, città facente parte dell'Impero austro-ungarico. Per una serie di circostanze i cechi arrivano ad Amburgo senza disputare alcuna partita, e qui trovano ad attenderli il Lipsia, che vince la partita 7 - 2; in questo modo il VfB si laurea primo campione di Germania, e conquista il Viktoria Meisterschaftstrophaee.
Il Lipsia arriva nuovamente in finale nel campionato successivo, ma la partita non viene disputata: a poche ore dall'inizio della finale, infatti, il Karlsruhe FV denuncia delle irregolarità ai suoi danni sorte nella partita giocata contro il Britannia Berlino poi finalista, e la partita viene così annullata. In seguito il Lipsia conquista altri due titoli, nel 1905-1906 e nel 1912-1913, e arriva in finale anche nel 1910-1911 e nel 1913-1914.
Dopo la fine della prima guerra mondiale il VfB non è capace di ripetere i precedenti successi; nel 1933, in seguito alla riforma del calcio tedesco voluta dal Terzo Reich la squadra viene inserita nella Gauliga Sachsen, una delle sedici massime divisioni del paese. Qui ottiene buoni risultati, ma nei play-off per la conquista del titolo non riesce mai a farsi valere. L'unico trofeo vinto in questo periodo è la Coppa di Germania 1936, ottenuta battendo in finale la squadra più forte dell'epoca, lo Schalke 04.

### L'era DDR
Nel dopoguerra Lipsia diventa parte della Germania Est; qui le autorità alleate ordinano la chiusura di tutte le associazioni, comprese quelle sportive. Il club viene ricostituito con il nome di SG Probstheida, che viene presto modificato prima in Erich Zeigner Probstheida, e poco dopo in BSG Einheit Ost. Proprio con quest'ultima denominazione la squadra vince la DDR-Liga 1952-1953, e in questo modo nella stagione successiva accede per la prima volta al massimo campionato nazionale. Nel 1954 il club si fonde con il Rotation Leipzig, ma inizialmente senza ottenere grandi risultati; tuttavia è in questo periodo che si realizza il record di spettatori in Germania: il 9 settembre 1956 più 100.000 spettatori assistono al derby tra il Rotation e i rivali dell'SC Lokomotive. Nel 1963 le alte sfere politiche della nazione decidono di riunire le due squadre di Lipsia, e di formare altre due squadre: i migliori calciatori vengono inseriti nel Rotation, ribattezzato SC Leipzig, mentre gli altri nel BSG Chemie; tuttavia saranno proprio questi ultimi a vincere il campionato. Il Lipsia, invece, disputa la finale nella Coppa della Germania Est 1963-1964, ma viene qui sconfitto dal Magdeburgo.

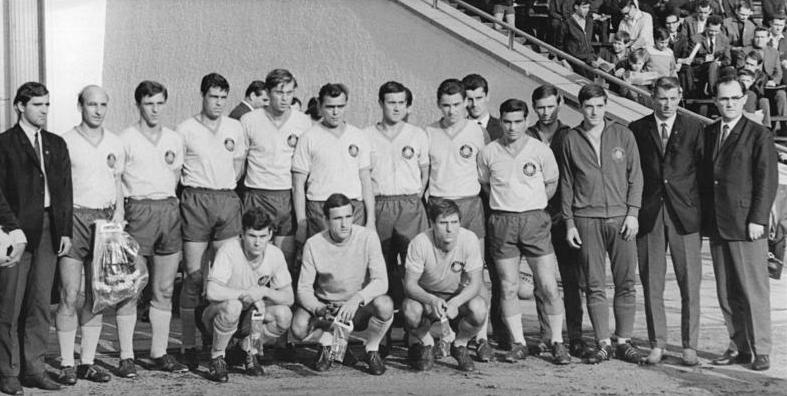
La squadra nella stagione 1967-1968

Nel 1965 il calcio tedesco-orientale viene riformato, e l'SC Leipzig diventa 1. FC Lokomotive Leipzig; in questo periodo sono in squadra Wolfram Löwe, Manfred Geisler ed Henning Frenzel, quest'ultimo capocannoniere del campionato 1965-1966. Il club comincia a partecipare alle competizioni europee, e vince la Coppa Piano Rappan nel 1966; nell'ultima parte del decennio partecipa poi alla Coppa delle Fiere, dove, nell'edizione 1966-1967 elimina anche il Benfica per terminare la corsa ai quarti di finale; in questa stessa stagione arriva il secondo posto in campionato, il miglior piazzamento di sempre; solamente due anni dopo, però, la Lokomotive viene retrocessa in DDR-Liga.

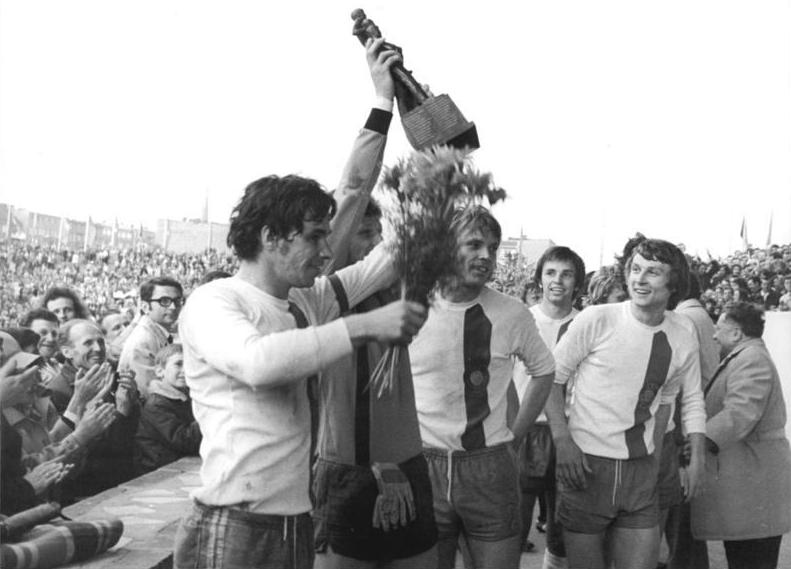
La squadra con la FDGB Pokal 1975-1976

Gli anni settanta si aprono con la pronta risalita del club in massima divisione, e con la seconda finale della FDGB Pokal; qui ha tuttavia la meglio il Vorwärts Berlino. La squadra arriva nuovamente in finale nel 1973 dove trova per la seconda volta il Magdeburgo, ma anche in quest occasione sono gli avversari a conquistare il trofeo. In campo internazionale, invece, il Lokomotive si rende protagonista di una buona prova nella Coppa UEFA 1973-1974: qui, dopo aver eliminato in successione Torino, Wolverhampton, Fortuna Düsseldorf e Ipswich Town, la squadra arriva in semifinale, dove viene sconfitta dai futuri vice-campioni del Tottenham; in questa stessa stagione Hans-Bert Matoul diventa capocannoniere in campionato.
Il Lokomotive arriva per la quarta volta a disputare la finale della coppa nazionale nel 1976, ma questa volta sconfigge 3-0 il Vorwärts Francoforte e riesce a conquistare il trofeo per la prima volta; può così partecipare alla Coppa delle Coppe 1976-1977, dove viene però eliminato al primo turno dall'Hearts. A fine stagione è per la quinta volta in finale nella FDGB Pokal, ma viene sconfitto dalla Dinamo Dresda. Questa squadra vince anche il campionato, così il Lokomotive partecipa ugualmente alla Coppa delle Coppe 1977-1978; qui è però eliminato dal Betis Siviglia negli ottavi.

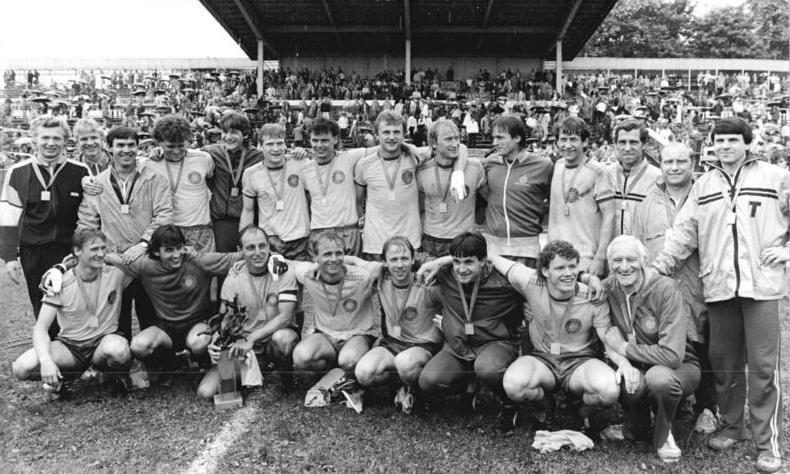
La squadra che conquista la Coppa 1985-1986

Gli anni ottanta si aprono con Dieter Kühn che conquista il titolo di capocannoniere nel 1980, mentre l'anno dopo la squadra conquista la Coppa della Germania Est 1980-1981. Questo permette al Lokomotive di accedere alla Coppa delle Coppe 1981-1982, dove i tedeschi vengono sconfitti nei quarti dal Barcellona poi vincitore. Negli anni a seguire il club termina il campionato sempre tra le prime posizioni, cosa che gli consente di partecipare regolarmente alla Coppa UEFA, manifestazione in cui il club viene eliminato dal Milan nell'edizione 1985-1986; in questa stagione, poi, arrivano sia il secondo posto in campionato che la terza coppa nazionale.
La partecipazione alla Coppa delle Coppe 1986-1987 è sicuramente da ricordare: i tedeschi, tra le cui file ci sono anche René Müller, Ronald Kreer, Uwe Zötzsche, Matthias Lindner, Wolfgang Altmann, Matthias Liebers e Olaf Marschall, arrivano a disputare la finale del torneo. Questa si gioca il 13 maggio 1987 ad Atene, ma finisce con la vittoria dell'Ajax per 1-0, grazie al gol di Marco van Basten. La stagione viene conclusa con la conquista della quarta e ultima coppa nazionale, mentre nel campionato 1987-1988 arriva un altro secondo posto; la squadra partecipa così alla Coppa UEFA 1988-1989 dove viene eliminata dal Napoli poi campione, in quella che a oggi è l'ultima partecipazione a una competizione internazionale del club.

### Dalla riunificazione ad oggi

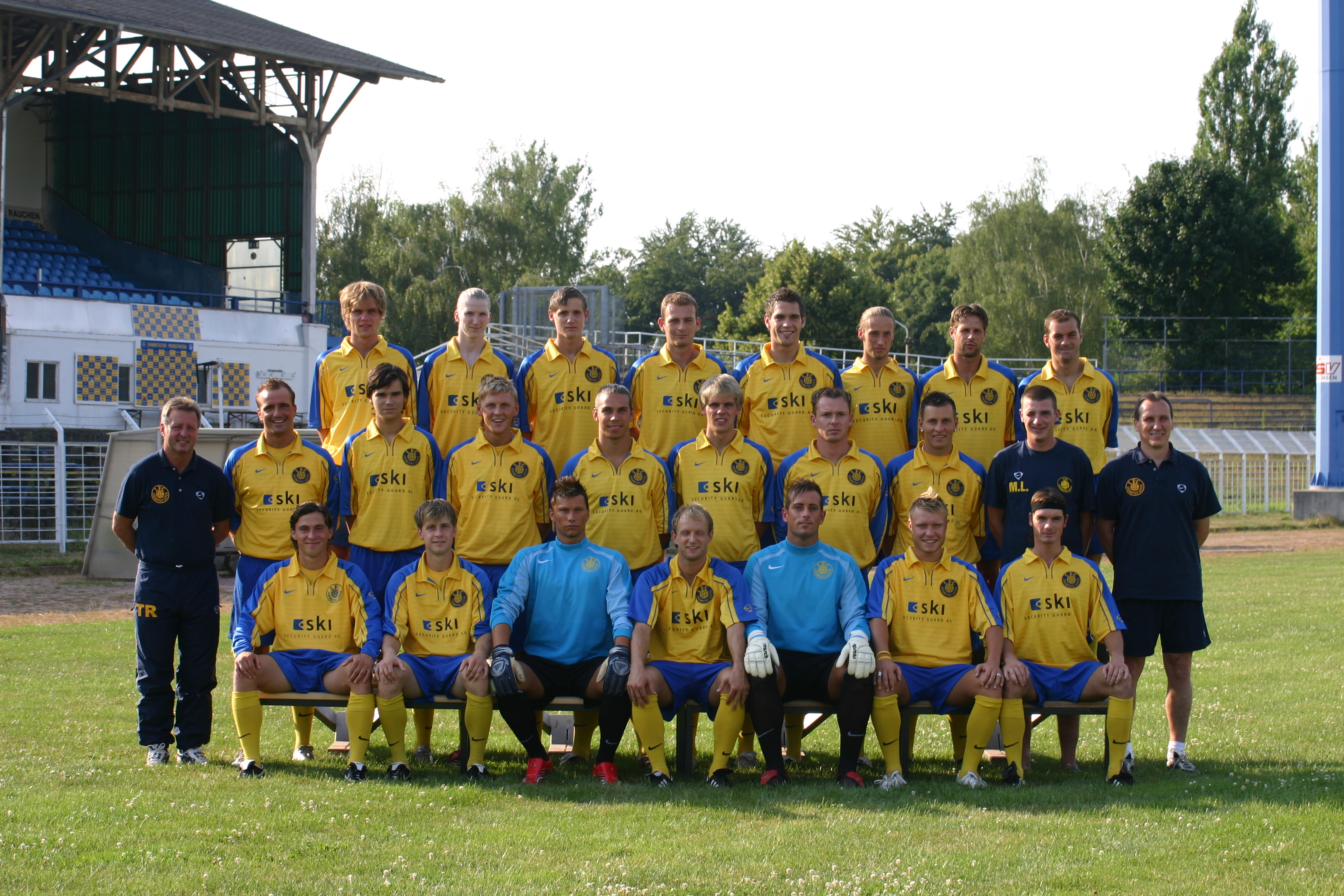
Rosa della squadra nella stagione 2006-2007

Gli anni novanta cominciano con la riunificazione tedesca; di conseguenza in Germania si decide di creare un unico torneo nazionale. Per questo motivo la stagione 1990-1991 è cruciale: in base alla classifica di questo campionato le squadre della Germania Est vengono distribuite tra i vari livelli del nuovo calcio tedesco. Il Lokomotive conclude la stagione al settimo posto, e attraverso i play-off viene ammesso alla Zweite Bundesliga; intanto il club riassume il nome con cui aveva vinto tre campionati tedeschi, VfB Leipzig. Al termine del campionato 1992-1993 il Lipsia accede alla Bundesliga, tuttavia la permanenza nella massima serie si conclude subito con la retrocessione all'ultimo posto. Da questo momento per il VfB inizia una parabola discendente, che lo porta a giocare in NOFV-Oberliga nel 2000; qui, nelle prime tre stagioni il club è in lotta per la promozione, ma durante il campionato 2003-2004 dichiara bancarotta.
Nel 2004 inizia una nuova era per il club, che viene ricostituito da un gruppo di tifosi con il nome di 1. FC Lokomotive Leipzig e. V., ma deve ripartire dall'undicesima ed ultima serie, la 3.Kreisklasse, Staffel 2. Ciononostante, il Lokomotive continua a ricevere il costante supporto dai tifosi: nel match del 9 ottobre 2004 contro la seconda squadra dell'Eintracht Großdeuben viene infatti infranto il record mondiale di affluenza di pubblico per una partita di ultima divisione, con 12.421 spettatori sugli spalti. L'anno successivo avviene la fusione con l'SSV Torgau, e così la squadra va a giocare direttamente in settima divisione, la Bezirksklasse Leipzig, Staffel 2; vincendo anche questo campionato, il club si qualifica per la Bezirskliga.
L'ascesa continua: l'anno dopo il Lokomotive è in Landesliga Sachsen, e qui si classifica secondo; in seguito poi alla vittoria dei play-off arriva la promozione in NOFV-Oberliga. Una nuova promozione arriva al termine del campionato 2012-2013: la squadra gioca nella stagione successiva in Regionalliga, retrocedendo all'ultima giornata; torna in Regionalliga Nordost al termine della stagione 2015-2016, chiudendo al 10º posto nel 2016-2017 con 47 punti e migliorandosi ancora nel 2017-2018, arrivando al 6º posto.
Per la stagione 2017/18, il precedente presidente Jens Kesseler si è dimesso dal suo ufficio per motivi professionali e, come successore, il precedente vicepresidente Thomas Lion è il principale candidato ad ottenere il suo posto.

## Allenatori e presidenti
BSG Leipzig–Ost
- 1951 – 1952: Rudolf Walseck
- 1952 – 1954: Otto Winter
- 1953 – 1954: Arthur Fischer

SC Rotation Leipzig
- 1954 – 1956: Heinz Krügel
- 1957 – 1958: Hans Studener
- 1956 – 1959: Werner Welzel
- 1959 – 1960: Martin Brunnert
- 1961 – 1963: Martin Schwendler

SC Leipzig
- 1963 – 1965: Rudolf Krause
- 1965 – 1966: Günter Konzack

1. FC Lok Leipzig
- 1966 – 1969: Hans Studener
- 1969 – 1971: Kurt Holke
- 1971 – 1976: Horst Scherbaum
- 1976 – 1978: Manfred Pfeifer
- 1978 – 1979: Heinz Joerk
- 1979 – 1985: Harro Miller
- 1985 – 1990: Hans–Ulrich "Uli" Thomale
- 1990 – 1991: Gunter Böhme

VfB Leipzig
- 1991 – 1993: Jürgen Sundermann
- 1993 – 1994: Bernd Stange
- 1994: Jürgen Sundermann
- 1994: Damian Halata
- 1994: Tony Woodcock
- 1994 – 1996: August "Gustl" Starek
- 1996: Damian Halata
- 1996 – 1997: Sigfried "Siggi" Held
- 1997 – 1998: Damian Halata
- 1998 –1999: Hans–Ulrich "Uli" Thomale
- 1999: Dragoslav Stepanović
- 1999 – 2001: Joachim Steffens
- 2001 – 2003: Hans-Jürgen Dörner
- 2003: Detlef Schößler
- 2003 – 2004: Hermann Andreev
- 2004: Michael Breitkopf e Jörg Engelmann
- 2004: Mike Sadlo

1. FC Lok Leipzig
- 2004 – 2009: Rainer Lisiewicz
- 2009: Jörg Seydler
- 2009 – 2010: Uwe Trommer
- 2010 – 2011: Joachim Steffens
- 2011: Mike Sadlo
- 2012: Willi Kronhardt
- 2012 – : Marco Rose

## Calciatori

### Vincitori di titoli
Calciatori campioni olimpici di calcio
- Wilfried Gröbner (Montréal 1976)
- Wolfram Löwe (Montréal 1976)

## Palmarès

### Competizioni nazionali
- Campionato tedesco: 3

1902-1903, 1905-1906, 1912-1913
- Coppa di Germania: 1

1936
- Coppa della Germania Est: 4

1975-1976, 1980-1981, 1985-1986, 1986-1987
- Fußball-Regionalliga: 1

2019-2020

### Competizioni internazionali
- Coppa Internazionale Piano Karl Rappan: 1[1]

1965-1966

### Altri piazzamenti
- Campionato tedesco orientale:

Secondo posto: 1966-1967, 1985-1986, 1987-1988
Terzo posto: 1954-1955, 1956, 1957, 1963-1964, 1965-1966, 1981-1982, 1983-1984, 1984-1985, 1986-1987
- Coppa della Germania Est:

Finalista: 1969-1970, 1972-1973, 1976-1977
Semifinalista: 1967-1968, 1978-1979, 1979-1980 1987-1988, 1989-1990, 1990-1991
- Campionato tedesco:

Secondo posto: 1910-1911, 1913-1914
Semifinalista: 1906-1907
- 2. Fußball-Bundesliga:

Terzo posto: 1992-1993
- Coppa delle Coppe:

Finalista: 1986-1987
- Coppa UEFA:

Semifinalista: 1973-1974
- Coppa Piano Karl Rappan:

Finalista: 1964-1965

## Statistiche e record

### Partecipazione ai campionati e ai tornei internazionali

#### Campionati nazionali
Il club ha vinto la prima edizione del campionato tedesco, nel 1902-1903, e in seguito si è ripetuto nel 1905-1906 e nel 1912-1913, arrivando per altre due volte, sempre nel periodo antecedente la prima guerra mondiale, a disputare la finale nazionale. Successivamente gioca nella Gauliga Sachsen, e poi nella DDR-Oberliga, campionato nel quale arriva per 3 volte al secondo posto (nel 1966-1967, nel 1985-1986 e nel 1987-1988). Dopo la riunificazione tedesca viene ammesso in 2. Bundesliga, ottenendo anche una promozione; partecipa quindi alla Fußball-Bundesliga 1993-1994, ma viene subito retrocesso. Nel 2003 il club viene retrocesso, e si ritrova a ripartire dalle divisioni inferiori.
Dalla stagione 1965-1966 alla 2020-2021 compresa il club ha ottenuto le seguenti partecipazioni ai campionati nazionali:
| Livello   | Categoria            | Partecipazioni | Debutto   | Ultima stagione | Totale |
| --------- | -------------------- | -------------- | --------- | --------------- | ------ |
| 1º        | Bundesliga           | 1              | 1993-1994 | 1993-1994       | 26     |
| 1º        | NOFV-Oberliga        | 1              | 1990-1991 | 1990-1991       | 26     |
| 1º        | DDR-Oberliga         | 24             | 1965-1966 | 1989-1990       | 26     |
| 2º        | 2. Bundesliga        | 6              | 1991-1992 | 1997-1998       | 7      |
| 2º        | DDR-Liga             | 1              | 1969-1970 | 1969-1970       | 7      |
| 3º        | Regionalliga Nordost | 2              | 1998-1999 | 1999-2000       | 2      |
| 4º        | Fußball-Regionalliga | 5              | 2016-2017 | 2020-2021       | 9      |
| 4º        | Oberliga Nordost/Sud | 4              | 2000-2001 | 2003-2004       | 9      |
| 5º o inf. |                      | 12             | 2004-2005 | 2015-2016       | 12     |

#### Tornei internazionali
Nei tornei internazionali il club ha raggiunto come massimo traguardo la finale della Coppa delle Coppe 1986-1987, che si è giocata ad Atene contro l'Ajax: gli olandesi hanno però vinto l'incontro grazie ad un gol di Marco van Basten.
Alla stagione 2020-2021 il club ha ottenuto le seguenti partecipazioni ai tornei internazionali:
| Categoria                     | Partecipazioni | Debutto   | Ultima stagione |
| ----------------------------- | -------------- | --------- | --------------- |
| Coppa delle Coppe             | 5              | 1976-1977 | 1987-1988       |
| Coppa UEFA/UEFA Europa League | 7              | 1973-1974 | 1988-1989       |
| Coppa delle Fiere             | 6              | 1963-1964 | 1968-1969       |

### Statistiche di squadra
Il periodo di riferimento è quello che va dalla rifondazione del 10 dicembre 2003 in poi.
- Migliore vittoria: 20-0 contro i Paunsdorf Devils (19 settembre 2004), contro il SV Althen 90 II (23 aprile 2005).
- Peggiore sconfitta: 1-15 contro l'Hertha Berlino, amichevole (23 maggio 2005).
- Reti segnate in una stagione: 81, René Heusel (2004-05).
- Reti segnate da un singolo giocatore: 8, Ronny Richter contro i Paunsdorf Devils (19 settembre 2004).
- Affluenza allo stadio: Bruno-Plache-Stadion, 13.098 spettatori contro l'Hertha Berlino, amichevole (23 maggio 2005).
- Affluenza allo stadio per una partita di campionato: Zentralstadion, 12.421 spettatori contro l'Eintracht Großdeuben (9 ottobre 2004).
- Striscia di imbattibilità (campionato+coppa): 67 (2004-05: 26+7, 2005-06: 29+5), 5 settembre 2004 - 26 maggio 2006.

### Statistiche nelle competizioni UEFA
Tabella aggiornata alla fine della stagione 2017-2018.
| Competizione                  | Partecipazioni | G  | V  | N | P  | RF | RS |
| ----------------------------- | -------------- | -- | -- | - | -- | -- | -- |
| Coppa delle Coppe             | 5              | 25 | 10 | 8 | 7  | 32 | 26 |
| Coppa UEFA/UEFA Europa League | 7              | 32 | 15 | 4 | 13 | 53 | 41 |
| Coppa delle Fiere             | 6              | 20 | 6  | 4 | 10 | 22 | 24 |

#### Elenco delle partite giocate nelle competizioni europee
| Stagione | Competizione      | Turno | Nazione                     | Club                  | Punteggio           |
| -------- | ----------------- | ----- | --------------------------- | --------------------- | ------------------- |
| 1963-64  | Coppa delle Fiere | 1R    | Ungheria (bandiera)         | Újpest Dósza          | 0-0, 2-3            |
| 1964-65  | Coppa delle Fiere | 1R    | Austria (bandiera)          | Wiener Sport-Club     | 1-2, 0-1            |
| 1965-66  | Coppa delle Fiere | 2R    | Inghilterra (bandiera)      | Leeds                 | 1-2, 0-0            |
| 1966-67  | Coppa delle Fiere | 1R    | Svezia (bandiera)           | Djurgårdens           | 3-1, 2-1            |
|          |                   | 2R    | Belgio (bandiera)           | RFC Liegi             | 0-0, 2-1            |
|          |                   | 1/8   | Portogallo (bandiera)       | Benfica               | 3-1, 1-2            |
|          |                   | 1/4   | Scozia (bandiera)           | Kilmarnock            | 1-0, 0-2            |
| 1967-68  | Coppa delle Fiere | 1R    | Irlanda del Nord (bandiera) | Linfield              | 5-1, 0-1            |
|          |                   | 2R    | Jugoslavia (bandiera)       | Vojvodina             | 0-0, 0-2            |
| 1968-69  | Coppa delle Fiere | 1R    | Danimarca (bandiera)        | KB Copenaghen         | abbandono           |
|          |                   | 2R    | Scozia (bandiera)           | Hibernian             | 1-3, 0-1            |
| 1973-74  | Coppa UEFA        | 1R    | Italia (bandiera)           | Torino                | 2-1, 2-1            |
|          |                   | 2R    | Inghilterra (bandiera)      | Wolverhampton         | 3-0, 1-4            |
|          |                   | 1/8   | Germania (bandiera)         | Fortuna Düsseldorf    | 1-2, 3-0            |
|          |                   | 1/4   | Inghilterra (bandiera)      | Ipswich               | 0-1, 1-0 (4-3 a.p.) |
|          |                   | 1/2   | Inghilterra (bandiera)      | Tottenham             | 1-2, 0-2            |
| 1976-77  | Coppa delle Coppe | 1R    | Scozia (bandiera)           | Hearts                | 2-0, 1-5            |
| 1977-78  | Coppa delle Coppe | 1R    | Irlanda del Nord (bandiera) | Coleraine             | 4-1, 2-2            |
|          |                   | 1/8   | Spagna (bandiera)           | Betis Siviglia        | 1-1, 1-2            |
| 1978-79  | Coppa UEFA        | 1R    | Inghilterra (bandiera)      | Arsenal               | 0-3, 1-4            |
| 1981-82  | Coppa delle Coppe | Q     | Romania (bandiera)          | Politehnica Timişoara | 0-2, 5-0            |
|          |                   | 1R    | Galles (bandiera)           | Swansea               | 1-0, 2-1            |
|          |                   | 1/8   | Jugoslavia (bandiera)       | Velez Mostar          | 1-1, 1-1            |
|          |                   | 1/4   | Spagna (bandiera)           | Barcellona            | 0-3, 2-1            |
| 1982-83  | Coppa UEFA        | 1R    | Norvegia (bandiera)         | Viking Stavanger      | 0-1, 3-2            |
| 1983-84  | Coppa UEFA        | 1R    | Francia (bandiera)          | Bordeaux              | 3-2, 4-0            |
|          |                   | 2R    | Germania (bandiera)         | Werder Brema          | 1-0, 1-1            |
|          |                   | 1/8   | Austria (bandiera)          | Sturm Graz            | 0-2, 1-0            |
| 1984-85  | Coppa UEFA        | 1R    | Norvegia (bandiera)         | Lillestrøm            | 7-0, 0-3            |
|          |                   | 2R    | Unione Sovietica (bandiera) | Spartak Mosca         | 1-1, 0-2            |
| 1985-86  | Coppa UEFA        | 1R    | Irlanda del Nord (bandiera) | Coleraine             | 1-1, 5-0            |
|          |                   | 2R    | Italia (bandiera)           | Milan                 | 0-2, 3-1            |
| 1986-87  | Coppa delle Coppe | 1R    | Irlanda del Nord (bandiera) | Glentoran             | 1-1, 2-0            |
|          |                   | 1/8   | Austria (bandiera)          | Rapid Vienna          | 1-1, 2-1            |
|          |                   | 1/4   | Svizzera (bandiera)         | Sion                  | 2-0, 0-0            |
|          |                   | 1/2   | Francia (bandiera)          | Bordeaux              | 1-0, 0-1 (a.p.)     |
|          |                   | F     | Paesi Bassi (bandiera)      | Ajax                  | 0-1                 |
| 1987-88  | Coppa delle Coppe | 1R    | Francia (bandiera)          | Olympique Marsiglia   | 0-0, 0-1            |
| 1988-89  | Coppa UEFA        | 1R    | Svizzera (bandiera)         | Aarau                 | 3-0, 4-0            |
|          |                   | 2R    | Italia (bandiera)           | Napoli                | 1-1, 0-2            |